# Красовский, Александр Александрович
Александр Александрович Красовский (6 января 1931 Нижний Кисляй, Бутурлиновский район, Центрально-Чернозёмная область, РСФСР, СССР — 12 ноября 1994 Краснодар, Россия) — учёный-механик, специалист в области теории полёта ракет.

## Биография
Родился в селе Нижний Кисляй (ныне — Бутурлиновского района Воронежской области).
Поступил в физико-технический институт в составе Московского государственного университета, во время реорганизации стал студентом только что образованного отдельного Московского физико-технического института и был в составе первого выпуска МФТИ по специальности «Механика» (1953).
Кандидат технических наук (1961). Доктор технических наук (1966). Профессор (1968).
С 1953 по 1978 гг. работал в КБ «Южное», с 1962 по 1978 гг. — начальник отдела баллистики.
До 1978 года одновременно преподавал на физтехе ДГУ (в то время — Днепропетровский государственный университет имени 300-летия воссоединения Украины с Россией, сейчас — Днепровский национальный университет имени Олеся Гончара).
С 1978 г. — профессор кафедры прикладной математики Краснодарского политехнического института.
С 1985 г. — зав. кафедрой прикладной математики Кубанского государственного университета (КубГУ).

## Научный вклад
Видный специалист в области теории полёта ракет дальнего действия и ракет-носителей. Автор ряда основных методических разработок в части баллистики ракет, положенных в основу разработки ракет первых поколений, созданных КБ «Южное».
Принимал непосредственное участие в проектировании, лётных испытаниях первых поколений боевых ракетных комплексов разработки КБ «Южное» (Р-12, Р-14, Р-16, Р-36, Р-36М) и космических ракет-носителей «Космос», «Интеркосмос», «Циклон», «Зенит».
Особой заслугой является исследование новых явлений по авторотации боевых блоков при входе в атмосферу и разработка методических основ и технических решений, исключающих возможность их разрушения.

## Семья, дети
- Красовская Ирина Александровна (МГУ)
- Красовский Юрий Александрович (кандидат физических наук)

## Награды и премии
- Государственная премия СССР (1969), два ордена Трудового Красного Знамени (1959, 1961), орден Октябрьской Революции (1979).